# Katja Loher
Katja Loher je švicarska vizualna umetnica, znana po svojih video skulpturah in instalacijah. Njena dela so kombinacija organskih, planetarnih in gibljivih koreografskih elementov, posnetih iz panoramske ali ptičje perspektive. Po mnenju kritikov, njena dela vzbujajo alternativne dimenzije, kjer se preteklost, sedanjost in prihodnost v neki točki združijo. Njena dela so bila prikazana v umetniških muzejih v mnogih državah, vključno z Italijo, Rusijo, Kitajsko, in ZDA. Njena umetnost je zastopana tudi v stalnih zbirkah ustanov, kot so Swissgrid AG, Perth Concert Hall Museum (Škotska), in New Britain Museum of American Art.  Loher se je rodila v Zürichu, leta 1979.

## Izobraževanje
Loher je obiskovala École Supérieure des Beaux-Arts v Ženevi (2000–2001), in Univerzo za umetnost v Baslu, (2001–2004), kjer je leta 2005 diplomirala.

## Kariera
Leto po zaključku študija je sodelovala v skupinski razstavi na prvem moskovskem bienalu sodobne umetnosti (2005). Pet let kasneje je svoja umetniška dela razstavljala v galerijah v Rimu, Zürichu, Neaplju, Tel Avivu, in Sao Paulu. Prvo samostojno razstavo je Loher premierno predstavila leta 2013 v New Yorku, v galeriji C24, kjer se je samostojno predstavljala tudi v letih 2014, 2016 in 2018.  Med letoma 2013 in 2020 je Locher samostojno razstavljala v galeriji Anya Tish v Houstonu v Teksasu, in v galeriji Andres Thalmann v Zürichu (Švica) med letoma 2013 in 2018.
Muzeji, v katerih so bila razstavljena Loherjeva umetniška dela, vključujejo: Kunsthalle Palazzo (Basel, 2007), MAXXI muzej (Rim 2010),  Hiša umetnosti Uri (2013), Figge Art muzej (Davenport, IA, ZDA , 2014)  Muzej Telfair (Savannah, GA, ZDA, 2015), Državni muzej Ermitáž (Sankt Peterburg, Rusija 2005), Today Art muzej (Peking, Kitajska 2016), Muzej Bruce (Greenwich, CT, ZDA, 2017),  Long muzej (Šanghaj, Kitajska 2014),  San Jose muzej umetnosti (San Jose, CA, ZDA, 2014), in Muzej ameriške umetnosti New Britain (Nova Britanija, CT, ZDA, 2015). 
Loher's audiovisual installations have been also displayed in many open air sites and festivals around the world, among them the Dublin Fringe Festival in 2006, SURGE for 798 Festival umetnosti 2007 v Pekingu, Praški festival sodobne umetnosti leta 2010,  festival bronarske glasbene akademije Next Wave leta 2014, festival PULSE (Savannah, GA) leta 2015, indijski umetniški sejem (švicarsko veleposlaništvo, New Delhi, 2018),  in festival Nou Le Morne (Mauritius (2019).
Med nagradami je Loher leta 2004 od TV produkcijskega centra Zürich prejela nagrado CreaTVty za nove medije;   leta 2008 ji je Kulturno društvo Schaffhausen podelilo šestmesečno bivanje v umetniški rezidenci v Berlinu, 2010 je v Baslu prejela drugo nagrado Art Credit.
Loherjev opus je bil ocenjen v umetniških virih in časopisih zajet pa je v seriji knjig, ki jo je objavila Galerija Andres Thalmann.

## Delo
Umetniške instalacije umetnice Loher v zadnjih letih:
- 2010 Bubbles – delo premierno uprizorjeno v galeriji Andres Thalmann v Zürichu. Instalacija je zasnovana v steklu, ki ima obliko mehurčka. 3D video projekcije, prikazujejo svetleče oblečene miniaturne plesalce, posnete v ptičji perspektivi. Poseben učinek dodajo kalejdoskopski vzorci, v spremljavi poezije čilskega pesnika Pabla Nerude.[51]
- 2012 Timebubble – delo premierno predstavljeno v New Yorku, v sodelovanju z ameriškim skladateljem in pianistom Philipom Glassom, kot gospodarjem časa. Dualna zgodba te video-skulpture prikazuje plesalce, ki posnemajo mehanizirane gibe različnih sestavnih delov ure, ki kot odseki orkestra sledijo navodilom skladatelja. Drugi del zgodbe se dogaja v labirintu, ki ga naseljujejo bitja, katerih gibanja ustvarjajo pozitiven in negativen prostor.[52]
- 2014 Bang Bang – delo prikazano v galeriji C24, Chelsea. Instalacija je sestavljena iz koreografskih video projekcij plesalcev. Kostumografija je slogu Busbyja Berkeleyja. Pogled iz ptičje perspektive in poigravanje šaljivih in abstraktnih eksistencialnih vprašanj.[53]
- 2014 Videoplanet-Orchestra – delo prikazano v umetnostnem muzeju Figge in galeriji C24. Video projekcije uprizoritvene umetnosti, plesa na viseče krogle. Instalacija je glasbeno podprta. Tema so vprašanja o obstoječih elementih, ravnovesju med ljudmi, naravo in tehnologijo.[54][55]

- 2015 Beeplanet – delo prikazano v Jepsonovem centru za umetnost (Savannah, GA). Tema je prikaz  pihanja steklenih krogel ki delijejo kot zasloni za ogled okoljsko ozaveščenih videoposnetkov.[39]
- 2016 Vuela Vuela – delo prikazano v galeriji C24, Chelsea. Za steklenimi mehurji se odvija zgodba pragozdov innjegovih nadrealističnih bitij (koreografsko delo), ki raziskujejo štiri elemente narave. Pri tem se sklicujejo na zdravilca, njegovo zdravilo in njegove rastline.[56]
- 2018 Where Does The Rainbow End? – Delo je stalna razstava v prostorih Swissgrida (Aarau). 7-delna video linija, kjer se mravlje (koreografsko delo) premikajo vzdolž naravnih elementov (voda, zemlja, zrak in ogenj) in nato naprej v "sanje". Gledalca vabijo k filozofskim vprašanjem, katera so kot nasprotje tehnično zapletenega delovnega okolja.[57]
- 2019 Seeds of Life – Delo proizvedeno v sodelovanju z The House Collective in predstavljeno na lokacijah v Hongkongu, Chengduju, Pekingu in Šanghaju (Kitajska), kjer se je umetnica Loher pridružila feng shui oblikovalcu Thierryju Chowu, modnim oblikovalcem Dirty Pineapple, kitajskemu slikarju s črnilom Wu Haoju in lokalnem timu za večje video produkcije, specializiranem v raziskovanju petih tradicionalnih kitajskih elementov narave (les, ogenj, zemlja, kovina in voda). Integracija avdiovizualnega sveta in lokalne tradicije. V kalejdoskopu se združijejo preteklost, sedanjost in prihodnost v nasprotju s tradicionalnim arhitekturnim okoljem.[4][58]
- 2020 What happens to the swallows that are late for spring? – Delo je prikazano v galeriji Anya Tish. Zgodba prikazuje zapletene podobe, projicirane na velike plavajoče krogle in steklene mehurčke, vdelane v ptičja gnezda. Kaže se vesolje eksotičnih planetov, kjer se bitja, pokrajine in teksture uskladijo.  Delo poraja vprašanja o vlogi posameznika v brezmejnem vesolju.[29]